# Canton de Cotignac
Le canton de Cotignac est une division administrative française située dans le département du Var et la région Provence-Alpes-Côte d’Azur.

## Géographie
Ce canton est organisé autour de Cotignac dans l’arrondissement de Brignoles. Son altitude varie de 95 mètres (Saint-Antonin-du-Var) à 712 mètres (Cotignac) pour une altitude moyenne de 148 mètres.

## Représentation

### Conseillers généraux de 1833 à 2015
| Période   | Période          | Identité                           | Étiquette                                   | Qualité |
| --------- | ---------------- | ---------------------------------- | ------------------------------------------- | --- |
| 1833      | 1838             | Jean-Jacques Jaubert               |                                             | Propriétaire à Carcès                                                                                        |
| 1838      | 1845             | Jean Dominique Jaubert (1771-1854) |                                             | Notaire, avocat, propriétaire à Carcès                                                                       |
| 1845      | 1848             | Auguste Hubert Napoléon Veyan      |                                             | Avoué à Brignoles                                                                                            |
| 1848      | 1852             | Désiré Gérard                      |                                             | Notaire à Cotignac                                                                                           |
| 1852      | 1864             | François Paul-Dauphin              |                                             | Avoué à Paris, propriétaire à Cotignac                                                                       |
| 1864      | 1870             | Gustave Paul                       |                                             | Propriétaire, maire de Correns                                                                               |
| 1870      | 1871             | Victor Pascal Valence              |                                             | Propriétaire à Cotignac                                                                                      |
| 1871      | 1877             | Jean-Baptiste Fabre                | Droite                                      | Médecin à Cotignac                                                                                           |
| 1877      | 1881 (décès)     | Simon Lambert                      | Républicain                                 | Géomètre à Cotignac                                                                                          |
| 1881      | 1889             | Alfred Revertégat                  | Républicain                                 | Propriétaire, maire de Carcès                                                                                |
| 1889      | 1893 (démission) | Louis Revertégat                   | Républicain                                 | Propriétaire, maire de Carcès                                                                                |
| 1893      | 1895             | Dominique Jaubert                  | Droite                                      | Avocat à Toulon                                                                                              |
| 1895      | 1928 (démission) | Octave Vigne                       | Républicain puis Radical puis SFIO puis PRS | Propriétaire-viticulteur à Montfort Député (1902-1919) Président du Conseil Général (1905-1906 et 1913-1928) |
| juin 1928 | octobre 1928     | Georges Gazan                      | URD                                         | Maire de Carcès                                                                                              |
| 1928      | 1937             | Julius Luquet (1877-1954)          | SFIO                                        | Entrepreneur Maire de Carcès                                                                                 |
| 1937      | 1940             | Léo Ricord                         | SFIO                                        | Instituteur en retraite Maire de Montfort-sur-Argens, conseiller d'arrondissement                            |
| 1943      | 1945             | Élie Sauve                         |                                             | Maire de Correns Nommé conseiller départemental en 1943                                                      |
| 1945      | 1964             | Roger Joulian                      | SFIO                                        | Viticulteur Maire de Carcès (1945-1959)                                                                      |
| 1964      | 1976             | Albert Berne (1906-2003)           | DVD                                         | Maire de Carcès (1959-?)                                                                                     |
| 1976      | 1988             | Paul Reboul                        | SE puis PS                                  | Maire de Carcès                                                                                              |
| 1988      | 2015             | Jean-Louis Aléna                   | PS                                          | Retraité artisan commerçant Maire de Carcès (1985-2014)                                                      |

### Conseillers d'arrondissement (de 1833 à 1940)
| Période                                  | Période | Identité                          | Étiquette   | Qualité |
| ---------------------------------------- | ------- | --------------------------------- | ----------- | --- |
| 1833                                     | 1848    | Jean-Antoine Goin (1793-1860)     |             | Négociant, maire de Cotignac                                                                                |
| 1848                                     | 1867    | Esprit-Joseph Maunier (1801-1889) |             | Juge de paix à Cotignac                                                                                     |
| 1867                                     | 1870    | Désiré-Émile Leydet (1835-1879)   |             | Négociant, adjoint au maire de Cotignac                                                                     |
| 1871                                     | 1877    | Henri-Marcellin Bonnet            |             | Propriétaire, maire d'Entrecasteaux                                                                         |
| 1877                                     | 1883    | Charles-François Ambard           | Républicain | Tanneur, maire de Carcès                                                                                    |
| 1883                                     | 1889    | Daniel-Antonin Rouvier            | Républicain | Propriétaire à Correns                                                                                      |
| 1889                                     | 1895    | Alexandre Cauvin                  |             | Propriétaire, maire d'Entrecasteaux                                                                         |
| 1895                                     | 1906    | François Fabre                    |             | Propriétaire à Correns                                                                                      |
| 1906                                     | 1928    | Marius Ripert                     | SFIO        | Boucher-charcutier, maire de Correns                                                                        |
| 1934                                     | 1937    | Léo Ricord                        | SFIO        | Instituteur en retraite Maire de Montfort-sur-Argens                                                        |
| 21 novembre 1937                         | 1939    | Armand Brun                       | SFIO        | Propriétaire viticulteur, cafetier et pépiniériste à Carcès                                                 |
| 9 juillet 1939                           | 1940    | Gaston Roumey                     | Radical     | Propriétaire à Carcès                                                                                       |
| 1940                                     |         |                                   |             | Les conseils d'arrondissement ont été suspendus par la loi du 12 octobre 1940 et n'ont jamais été réactivés |
| Les données manquantes sont à compléter. |         |                                   |             | |

## Composition
Le canton de Cotignac groupe 6 communes et compte 9 282 habitants (recensement de 2010 sans doubles comptes).
| Nom                  | Code Insee | Intercommunalité                          | Superficie (km2) | Population (dernière pop. légale) | Densité (hab./km2) |
| -------------------- | ---------- | ----------------------------------------- | ---------------- | --------------------------------- | ------------------ |
| Cotignac (chef-lieu) | 83046      | CA de la Provence Verte                   | 44,26            | 2 292 (2014)                      | 52                 |
| Carcès               | 83032      | CA de la Provence Verte                   | 35,76            | 3 425 (2014)                      | 96                 |
| Correns              | 83045      | CA de la Provence Verte                   | 37,06            | 880 (2014)                        | 24                 |
| Entrecasteaux        | 83051      | CA de la Provence Verte                   | 32,11            | 1 092 (2014)                      | 34                 |
| Montfort-sur-Argens  | 83083      | CA de la Provence Verte                   | 11,92            | 1 297 (2014)                      | 109                |
| Saint-Antonin-du-Var | 83154      | CA Dracénie Provence Verdon agglomération | 17,64            | 743 (2014)                        | 42                 |

## Démographie
| 1962  | 1968  | 1975  | 1982  | 1990  | 1999  | 2006  | 2009  |
| ----- | ----- | ----- | ----- | ----- | ----- | ----- | ----- |
| 4 953 | 5 224 | 5 119 | 5 684 | 6 450 | 7 354 | 8 454 | 9 076 |

| 2014  | - | - | - | - | - | - | - |
| ----- | - | - | - | - | - | - | - |
| 9 729 | - | - | - | - | - | - | - |